# یادمان‌های مولوی
این فهرست به یادمان‌های مولوی می‌پردازد.

## جای‌ها
- ایستگاه متروی مولوی
- تالار مولوی
- خیابان مولوی
- طریقت مولویه
- فرقه مولویه
- موزه مولوی

## مناسبت‌ها
- ۵ مهر

## دیگر
- اپرای عروسکی مولوی
- جلال‌الدین (مجموعه تلویزیونی)
- داستان‌های مولوی